# Martin Engström
 (janvier 2019).
Si vous disposez d'ouvrages ou d'articles de référence ou si vous connaissez des sites web de qualité traitant du thème abordé ici, merci de compléter l'article en donnant les références utiles à sa vérifiabilité et en les liant à la section « Notes et références ».
Pour les articles homonymes, voir Engström.
Martin T:son Engstroem est un musicien, agent artistique, directeur de festival et organisateur de concerts.

## Biographie
Martin T:son Engstroem est né à Stockholm en 1953 où il a suivi sa scolarité et obtenu un diplôme en histoire de la musique à l’Université de Stockhlom. Son père, le sculpteur Torolf Engstroem, et sa mère Inge Rosenfeld-Engstroem étaient tous deux férus de musique classique. 
Il commence sa carrière comme organisateur de concerts en créant sa propre série de concerts du dimanche après-midi pour les jeunes musiciens suédois au Musée National de Stockholm. Adolescent, il arrange des concerts à Stockholm pour Dietrich Fischer-Dieskau, Wolfgang Sawallisch, Antal Dorati et Staffan Scheja. 
En 1972-73, il travaille pendant un an à la division des affaires étrangères de la direction des artistes Ibbs & Tillett à Londres, s’occupant principalement d’artistes britanniques en tournée à l’étranger, comme John Ogdon, Shura Cherkassy, et d'orchestres britanniques. 
En 1975, Martin T:son Engstroem s’installe à Paris pour devenir partenaire de la société de gestion d’artistes « Opéra et Concert ». Pendant 12 ans, il collabore avec des artistes, tels que Karl Böhm, Brigit Nilsson, Jessye Norman, Lucia Popp, Renato Bruson et Leonard Bernstein. Plusieurs des jeunes musiciens qu’il a représentés ont poursuivi des carrières, tels que Barbara Hendricks, Neil Shicoff, Han-Na Chang et Giuseppe Sinopoli. 
Pendant plusieurs années, il entretient une collaboration avec Herbert von Karajan. 
Après avoir déménagé en Suisse en 1987 avec sa femme, la soprano Barbara Hendricks, et leurs deux enfants, il travaille comme consultant chez EMI France, au Ludwigsburger Schlossfestspiele et à l’Opéra de Paris (coorganisateur de l’ouverture de l’Opéra Bastille à Paris en 1992 avec Leonard Bernstein, Michael Tilson Thomas et Robert Wilson). Martin T:son Engstroem contribue au choix de Myung-Whun Chung au poste de directeur artistique de l’Opéra Bastille.
En 1994, il fonde le Verbier Festival & Academy, dont il devient directeur. 
Entre 1999 et 2003, Martin T:son Engstroem occupe le poste de vice-président des artistes et du répertoire de Deutsche Grammophon et, entre 2003 et 2005, il est nommé producteur exécutif et développement des artistes. Il est alors responsable des projets d’enregistrements d'artistes, tels que Anne-Sophie Mutter, Pierre Boulez, Claudio Abbado et Maurizio Pollini. Il s'associe aussi à des artistes, comme Anna Netrebko, Lang Lang, Yundi Li, Hélène Grimaud, Ilya Gringolts, Hilary Hahn et Esa-Pekka Salonen. 
Martin T:son Engstroem a été membre du jury de plusieurs concours : en 2005, lors du 50e anniversaire du concours Paganini à Gênes, en 2006, il est invité par Galina Vishnewskaja à faire partie du jury de son premier concours vocal à Moscou. Thomas Quasthoff l’invite à Berlin en 2009 pour le premier concours « Das Lied ». En 2009, 2011 et 2013 (président du jury les deux dernières années), il est membre du concours Clara Haskil et, en 2010, membre du jury du concours de Genève (voix). En 2014, il est membre du concours Rubinstein de Tel-Aviv. En 2011, il est membre du jury du concours international Tchaïkovski pour la compétition piano et, en 2019, il préside le jury pour la compétition de violon.
Depuis 2013, il est membre du Béjart Ballet Lausanne et du Conseil de Gouvernance du Glion Institut de Hautes Etudes. Depuis 2014, il est également membre du Conseil de fondation de l’Orchestre de la Suisse Romande à Genève.
En avril 2015, Martin Engstroem reçoit le Prix Dmitri Chostakovitch lors d’une cérémonie qui se déroule au Musée d’État des beaux-arts Pouchkine, à Moscou. Décerné par la Fondation Yuri Bashmet, cette reconnaissance est considérée comme l’un des prix les plus prestigieux dans le domaine de l’art russe. Il est le premier lauréat non-musicien de ce prix.
Martin T:son Engstroem a travaillé en tant que conseiller mondial en planification artistique pour les artistes IMG et en tant que consultant pour Rolex dans le développement de projets artistiques en Chine et en Inde.
Depuis 2016, il est membre du Board du Macao Festival. En 2018, il devient le directeur artistique du Tsinandali Festival en Géorgie et du Riga Jurmala Festival en Lettonie. 
Il vit désormais sur les rives du lac Léman en Suisse, à Vevey, avec sa seconde épouse, l’altiste Blythe Teh-Engstroem et leurs deux filles.